# Pierre Louis Dulong
Pierre Louis Dulong (Ruão, 12 de fevereiro de 1785 – Paris, 19 de julho de 1838) foi um físico e químico francês. Ele é lembrado hoje em grande parte pela lei de Dulong e Petit, embora tenha sido muito elogiado por seus contemporâneos por seus estudos sobre a elasticidade do vapor, condução do calor e calores específicos dos gases. Ele trabalhou mais extensivamente na capacidade térmica específica e nos índices de expansão e refração dos gases. Ele colaborou várias vezes com o cientista Alexis Petit, cocriador da lei Dulong-Petit.

## Biografia
Em suas primeiras atividades exerceu a medicina, sem ganhar nada por seus serviços, especialmente aos pobres necessitados, pelo que não parece estranho que fracassara nesta profissão. Posteriormente se dedicou à química, arruinando-se ao gastar todo o dinheiro que possuía ao comprar todo o instrumental apropriado.
Teve a má sorte de descobrir de forma acidental o perigosamente sensível (altamente explosivo) tricloreto de nitrogênio em 1812 (citado também como em 1813), perdendo dois dedos e um olho no processo.
Apesar deste acontecimento, continuou seus experimentos.
Foi ajudante de Claude Berthollet, e mais tarde professor de física na Escola Politécnica (1820) e diretor da mesma (1830).
Os trabalhos mais importantes de Dulong no campo da física foram levados a cabo conjuntamente com Alexis Thérèse Petit, professor de física da Escola Politécnica. Em 1817 ambos mostraram que a lei de Newton da refrigeração era verdadeira só para pequenas diferenças de temperatura. Seu trabalho sobre a medida de temperatura e a transferência de calor (1818) foi premiado pela Academia francesa.
Seu trabalho mais importante baseou-se nas experiências que realizaram sobre dilatação e medida das temperaturas, transferência do calor e calor específico dos gases, que lhes conduziu a estabelecer a lei empírica sobre os calores específicos, conhecida como «Lei de Dulong-Petit» (1819), que posteriormente seria utilizada na determinação de pesos atômicos e que Berzelius, com quem havia estudado Dulong de jovem, terminou por aceitar depois de algumas dúvidas iniciais.
Em 1820, em um artigo com Berzelius, se ocupou da densidade dos fluidos e da água. Com Louis Jacques Thénard explorou as propriedades de certos metais para facilitar as combinações químicas dos gases.
Em 1826 foi eleito membro estrangeiro da Royal Society.
Dulong em 1829 descobriu que, nas mesmas condições de pressão e temperatura, volumes iguais de todos os gases desprendem ou absorvem a mesma quantidade de calor quando se dilatam ou comprimem rapidamente à mesma fração de seus volumes iniciais. Deduziu também que as trocas de temperatura que acompanham essas trocas são inversamente proporcionais às capacidades caloríficas dos gases a volume constante.
Com François Arago publicou um estudo da elasticidade do vapor a altas temperaturas (1830). Seu último artigo (1838) descreve os experimentos que realizou para determinar o calor desenvolvido em uma reação química.

## Obras
Em química, Pierre Louis Dulong descobriu o cloreto de nitrogênio em 1812.
Na física, ele reconheceu, com Alexis Thérèse Petit, que o calor específico dos corpos é inversamente proporcional ao peso de seus átomos. Eles desenvolveram uma teoria para explicar o valor térmico específico dos metais conhecida como lei de Dulong e Petit.
Finalmente, ele determinou, com François Arago, a força elástica do vapor de água em diferentes temperaturas.
A maioria de seus escritos foram publicados nos Annales de chimie et de physique:
- Pesquisa sobre a decomposição mútua de sais insolúveis e sais solúveis (Annales de Chimie, t. LXXXII);
- Memórias sobre um novo material explosivo (Mémoires de la Société d’Arcueil, t. III);
- Pesquisa sobre as leis da expansão de sólidos, líquidos e fluidos elásticos, e sobre a medição exata de temperaturas (Annales de chimie et de physique, t. II);
- Observações sobre algumas combinações de nitrogênio e oxigênio (ibid.);
- Memória sobre as combinações de fósforo com oxigênio (Memoirs of the Society of Arcueil, t. III);
- Pesquisa sobre a medição de temperaturas e sobre as leis da comunicação de calor (Annales de chimie et de physique, t. VII);
- Pesquisa sobre alguns pontos importantes da teoria do calor (ibid., t. X);
- Nova determinação das proporções de água e da densidade de alguns fluidos elásticos (ibid, t. XV);
- Notas sobre a propriedade de alguns metais de facilitar a combinação de fluidos elásticos (Mémoires de l'Institut, t. V);
- Pesquisa sobre os poderes de refração de fluidos elásticos (ibid., t. X);
- Pesquisa sobre a força elástica do vapor de água (ibid., t. X);
- Rapport, 9 de janeiro de 1832, com os Srs. Arago, Prony e Cordier, em um livro de memórias relativo aos aparelhos de produção de vapor, lido na Academia de Ciências, pelo Barão Seguier; Paris, 1832, in-8°.